# Agneta Norrgård
Agneta Norrgård, född 9 februari 1970 i Bjuråker, är en svensk barnpedagog och bokrecensent. Hon började som boktipsare på sitt offentliga Instagramkonto och har sedan dess medverkat som boktipsare i både P4 Västernorrland och SVT:s Go'kväll.
År 2020 och 2021 vann hon utmärkelsen "Årets Läsfrämjare" i Sundsvalls kommun, ett lokalt pris utdelat av stadsbiblioteket i Sundsvall. Agneta blev även utsedd till Augustambassadör för Augustpriset 2020.

## Biografi
Agneta Norrgård växte upp i Bjuråker i Hälsingland med sin mor som var biblioteksfilialsföreståndare, och sin far, som var lärare och rektor.
När Norrgård gått ut gymnasiet flyttade hon till Härnösand. Där föddes barnen och hon började arbeta som butiksbiträde i livsmedelshandeln. Därefter arbetade hon i bokhandel i Härnösand i nio år innan hon flyttade till Sundsvall.
Norrgård arbetar inom barnomsorgen som pedagog, men anordnar även bokcirklar, konstkurser inom Vedic Art, vernissager och skapande verksamhet för barn och vuxna.
Norrgårds mediakarriär började i radio år 2012 när P4 Västernorrland efterlyste någon som hade läst den då nyutkomna boken "Fifty Shades of Grey". Norrgård skickade in sin recension och blev intervjuad. Intervjun ledde till att hon, tillsammans med TullaMaja Fogelberg, ledde en bokcirkel i P4 Västernorrland där de valde ut en boktitel som de, redaktionen och lyssnare läste och därefter recenserade i radio.
År 2017-2019 var Norrgård recensent i Go'kvälls bokpanel.
Norrgård tipsar om aktuella boktitlar på sina sociala medier och webbplats, men även i lokalpress och på bibliotek.
Norrgård driver sedan 2013 det egna företaget Agnetas ABC.

## Priser och utmärkelser
- 2021: Årets Läsfrämjare[9]
- 2020: Årets Läsfrämjare[3]
- 2020: Augustprisambassadör[5]